# الالتقاء
الالتقاء (الإنجليزية: Convergence) هو عمل خيال علمي ينتمي إلى سلسلة عالم التراث للكاتب الأمريكي تشارلز شيفيلد، صدرت عام 1997 حيث تواصل الرواية استكشاف العوالم المستقبلية التي تميز السلسلة، من خلال مزج آثار حضارات قديمة بمصائر بشرية تتشابك في فضاء شاسع يفيض بالغموض والاحتمالات. تأتي الرواية بعد رواية التسامي 1992 وتسبق رواية النهضة 2002 ، مستكملة بذلك خطّاً سرديًّا يثير التساؤلات حول حدود المعرفة البشرية ومآلاتها.
رواية الالتقاء الصادرة عام 2022 للكاتب كريج ألانسون تحمل العنوان نفسه، لكنها تنتمي إلى عالم مستقل، وقد شكّلت الانطلاقة لسلسلة مختلفة كليًا من حيث السياق والمضمون، مقدّمة تجربة جديدة تحمل اسم التقارب بطابعها الخاص.

## ملخص الرواية
عالمٌ مستقبلي يضج بالأسرار يشكل مسرحًا لعودة فرقة المستكشفين، بعد آلاف السنين من الهدوء الظاهري، لمواجهة فصل جديد من التحديات.
فجأة، تبدأ آثار حضارة البنّاء التي خمدت منذ ملايين السنين في التغير، وكأنها تستيقظ من سبات طويل. وبينما يتنقل الفريق بين مواقع أثرية جديدة، تنكشف لهم دلائل على وجود جنس فضائي قديم كان يُعتقد أنه زال من الوجود، ويقودهم أثره إلى كوكب مفقود مخفي داخل بنية ضخمة وغامضة.
اتساع رقعة الاكتشافات يكشف لهم عن قطعة أثرية حديثة العهد، ذات طابع غامض، توحي بأن شيئًا عظيمًا على وشك الحدوث، ربما يعيد تشكيل مصير الذراع الكوني بأسره في مجرة أوريون. وهكذا تتسارع الأحداث، وتغدو الرحلة استكشافًا لا للتاريخ فحسب، بل لما تخبئه النجوم من مفاجآت تتجاوز حدود الفهم.